# قلعة جوق (أرومية)
قلعة جوق هي قرية في مقاطعة أرومية، إيران. عدد سكان هذه القرية هو 138 في سنة 2006.